# Ле-Мене
Ле-Мене (фр. Le Mené) — новая коммуна на северо-западе Франции, находится в регионе Бретань, департамент Кот-д’Армор, округ Сен-Бриё, кантон Плене-Жюгон. Расположена в 76 км к западу от Ренна и в 35 км к юго-востоку от Сен-Бриё, в 15 км от национальной автомагистрали N164.
Население (2019) — 6 396 человек.

## История
Коммуна образована 1 января 2016 года путем слияния коммун:
- Коллине
- Лангурла
- Ле-Гуре
- Плессала
- Сен-Гуэно
- Сен-Жакю-дю-Мене
- Сен-Жиль-дю-Мене

Центром новой коммуны является Коллине. От него к новой коммуне перешли почтовый индекс и код INSEE. На картах в качестве координат Ле-Мене указываются координаты Коллине.

## Достопримечательности
- Церковь Святого Петра конца XIX века в Лангурла
- Башня Святого Евтропия в Лангурла
- Шато де ла Мот-Бас XVIII века в Ле-Гуре
- Церковь Святого Этьена в Ле-Гуре
- Церковь Святого Петра середины XIX века в Плессала

## Экономика
Структура занятости населения:
- сельское хозяйство — 8,5 %
- промышленность — 54,8 %
- строительство — 2,5 %
- торговля, транспорт и сфера услуг — 21,2 %
- государственные и муниципальные службы — 13,0 %

Уровень безработицы (2018) — 10,0 % (Франция в целом —  13,4 %, департамент Кот-д’Армор — 11,5 %). 

Среднегодовой доход на 1 человека, евро (2018) — 20 240 (Франция в целом — 21 730, департамент Кот-д’Армор — 21 230).

## Администрация
Пост мэра Ле-Мене с 2020 года занимает Жерар Дабуде (Gérard Daboudet). На муниципальных выборах 2020 года возглавляемый им центристский список был единственным.
| Период | Период | Фамилия      | Партия                  | Примечания                      |
| ------ | ------ | ------------ | ----------------------- | ------------------------------- |
| 2016   | 2020   | Жаки Эньель  | Социалистическая партия | пенсионер, бывший мэр Сен-Гуэно |
| 2020   |        | Жерар Дабуде | Разные левые            |                                 |

## Галерея
- Церковь Святого Петра и башня Святого Евтропия в Лангурла
- Церковь Святого Этьена в Ле-Гуре
- Особняк XVII века в Коллине